# Heuchera cuneata
Heuchera cuneata är en stenbräckeväxtart som beskrevs av T.J. Howell. Heuchera cuneata ingår i släktet alunrötter, och familjen stenbräckeväxter. Inga underarter finns listade i Catalogue of Life.